# Short Singapore
Der Short Singapore war ein zwei-, später viermotoriges Flugboot des Flugzeugherstellers Short Brothers aus den 1920er Jahren. Es war das letzte Flugboot der Firma in Doppeldeckerausführung.

## Geschichte
Short begann 1925 die Singapore (Short S.5) zu entwickeln, der Erstflug erfolgte am 17. August 1926. Die beiden Tragflächen hatten eine unterschiedliche Größe und waren mit Stoff bespannt, während der Rumpf aus Duraluminium gefertigt war. Obwohl das Flugzeug gute Leistungen zeigte, wurde vom Ministerium kein Produktionsauftrag vergeben.
Stattdessen wurde es an den englischen Flugpionier Sir Alan Cobham verliehen, der damit in den Jahren 1927–1928 Afrika umrundete (37.000 km). Er verließ Rochester (Kent) am 17. November 1927, von Bengasi folgte er dem Nil stromaufwärts, erreichte das Kap der Guten Hoffnung am 30. März 1928 und kehrte am 4. Juni 1928 nach Rochester zurück.
Im Jahre 1927 erhielt Short, der beharrlich darauf bestanden hatte, nun doch einen Produktionsauftrag und baute nun die Singapore II (Short S.12), mit ähnlichem Rumpf, aber mit vier Motoren. Diese befanden sich zu jeweils zweien in den beiden Motorgondeln. Statt eines Seitenruders waren nun drei am Heck, und das Cockpit war nun geschlossen. Der Erstflug erfolgte am 27. März 1930.
Dieser Type gelangte allerdings nicht in Produktion, denn im August 1933 wurde der Auftrag für vier Muster einer Singapore III (Short S.19) erteilt und danach um 33 weitere Flugzeuge erweitert. Diese Flugzeuge wurden dann auch von August 1933 bis Juni 1937 ausgeliefert. Im April 1935 wurden die ersten Maschinen in Dienst gestellt. Einsatzgebiete waren die englischen Küstengebiete, Singapur, Irak und Ägypten. Einige versahen ihren Dienst bis 1945.

## Produktion
Abnahme der Short Singapore durch die RAF:
| Version | 1934 | 1935 | 1936 | 1937 | Summe |
| ------- | ---- | ---- | ---- | ---- | ----- |
| Mk.III  | 4    | 9    | 16   | 8    | 37    |

## Technische Daten
| Kenngröße             | Daten (Short Singapore III)                                                                               |
| --------------------- | --- |
| Länge                 | 23,16 m                                                                                                   |
| Spannweite            | 27,43 m                                                                                                   |
| Leermasse             | 8.355 kg                                                                                                  |
| Nutzlast              | 4.115 kg                                                                                                  |
| Startmasse            | 12.470 kg                                                                                                 |
| Antrieb               | 4 × Rolls-Royce Kestrel Zwölfzylinder-V-Motoren mit je 560 PS (412 kW), feste Zweiblatt-Holzluftschrauben |
| Höchstgeschwindigkeit | 233 km/h                                                                                                  |
| Dienstgipfelhöhe      | 4.570 m                                                                                                   |
| Steigleistung         | 3,5 m/s                                                                                                   |
| Reichweite            | 1.600 km                                                                                                  |
| Flächenbelastung      | 72,6 kg/m²                                                                                                |
| Leistungsbelastung    | 5,5 kg/PS                                                                                                 |
| Bewaffnung            | 3 MG Lewis 0.303                                                                                          |
| Bombenzuladung        | 500 kg |